# Мученики Февраля (стадион)
Стадион «Мученики Февраля» (араб. ملعب شهداء فبراير‎) — футбольный стадион в 19 км на восток от города Бенгази, второго по населению города Ливии.

## Описание
Стадион был построен той же компанией, что построила стадион БРИТА-Арена в Висбадене, Германия. Вместимость составляет 10 550 человек. На нём выступают клубы Бенгази, но иногда поле используется и для проведения матчей национальной сборной Ливии.
Покрытия поля — искусственное. Размер — 105×68 м. Стоимость стадиона составила 20 миллионов ливийских динаров.
Арена была открыта 5 марта 2009 года футбольным товарищеским матчем молодёжных сборных Ливии и Сирии. Игра закончилась 2-1 в пользу сирийцев. Первый гол на этом стадионе забил игрок «Аль-Ахли» Ихаб Гафир на 28-й минуте.
Стадион первоначально носил имя венесуэльского президента Уго Чавеса (араб. ملعب هوجو تشافيز‎), так как лидер ливийской революции 1969 года Муаммар Каддафи с уважением относился к политике Чавеса. После переворота в Ливии 2011 года и свержения Каддафи стадион был переименован в память о погибших в ходе гражданской войны в Ливии.